# 343057 Lucaravenni
343057 Lucaravenni è un asteroide della fascia principale. Scoperto nel 2009, presenta un'orbita caratterizzata da un semiasse maggiore pari a 3,0072314 UA e da un'eccentricità di 0,0849630, inclinata di 9,73998° rispetto all'eclittica.
L'asteroide è dedicato all'analista informatico e astrofilo italiano Luca Ravenni.